# Srivilliputhur
Srivilliputhur (o Srivilliputtur) è una suddivisione dell'India, classificata come municipality, di 73.131 abitanti, situata nel distretto di Virudhunagar, nello stato federato del Tamil Nadu. In base al numero di abitanti la città rientra nella classe II (da 50.000 a 99.999 persone).

## Geografia fisica
La città è situata a 09° 30' 16 N e 77° 38' 02 E.

## Società

### Evoluzione demografica
Al censimento del 2001 la popolazione di Srivilliputhur assommava a 73.131 persone, delle quali 36.392 maschi e 36.739 femmine. I bambini di età inferiore o uguale ai sei anni assommavano a 7.557, dei quali 3.824 maschi e 3.733 femmine. Infine, coloro che erano in grado di saper almeno leggere e scrivere erano 53.573, dei quali 29.586 maschi e 23.987 femmine.